# Terizinosaure
El terizinosaure (Therizinosaurus cheloniformis) és una espècie extinta de dinosaure teròpode de la família dels terizinosàurids que visqué a l'Àsia oriental durant el Cretaci superior, fa entre 69 i 72,1 milions d'anys. Se n'han trobat fòssils a la formació de Nemegt (Mongòlia). Es tracta de l'única espècie del gènere Therizinosaurus. El material original —unes urpes enormes— fou descobert el 1948 i descrit el 1954 per Ievgueni Maléiev, que es pensava que era un rèptil semblant a una tortuga. Des d'aleshores, n'han aflorat altres restes, entre les quals destaca una pota anterior gairebé completa.
Aquest animal es coneix a partir d'uns pocs ossos, incloent unes urpes gegantines a la mà, de les quals pren el nom.

## Primeres expedicions
Les primeres restes de terizinosaure trobades a partir d'una expedició soviètica-mongòlica de caça de fòssils al desert de Gobi, foren unes urpes enormes i sorprenents. El 1954 es va posar nom en aquest gran dinosaure: Therizinosaurus (rèptil dalla). Durant les dècades del 1950 i 1960 es van trobar més urpes i també diferents parts de l'esquelet de l'animal. Més tard, amb uns descobriments fets a la Xina, els paleontòlegs van determinar que els ossos pertanyien a un grup de dinosaures semblants entre ells, els quals van anomenar Therizinosaurus, que també incloïa Alaxasaurus i Beipiaosaurus. Amb els últims descobriments fets l'any 1966, es va aconseguir reconstruir una mica més l'esquelet del dinosaure.

## Morfologia
Moltes vegades es reconstrueix amb una pell escamosa, tot i que d'altres es fa amb plomes molt fines com un plomissol. Una de les característiques més importants del terizinosaure són les seves urpes. Els seus braços mesuraven uns 2,50 m de longitud i els tres dits de les mans posseïen unes urpes de més de 60 cm. Eren enormes, corbes i planes i acabaven en una punta esmolada.
Per altra banda, tenia un coll molt llarg i un cap petit, pla i lleuger amb una boca acabada amb un bec. El cos era gros i voluminós, el maluc ample i les potes posteriors molt robustes, amb peus amples i curts, cada un acabat amb quatre dits. És possible que tinguessin el coll tan llarg perquè picotejaven i agafaven fruits i altres matèries vegetals dels arbres. Presentaven unes dents en forma de fulla les que demostren que l'animal era principalment herbívor. Feia més de 10 metres de longitud i pesava prop d'una tona.

## Dieta i localització geogràfica
El terizinosaure és un dels dinosaures més estranys descoberts avui en dia per la falta de datació científica. Tot i pertànyer al grup dels teròpodes i encaixar amb els carnívors, es creu que la seva dieta havia de ser sobretot plantes, tot i que potser també algun petit mamífer o llangardaix. Les úniques restes de terizinosaure que s'han trobat es troben a l'Àsia central i oriental.

## Poderosos músculs i urpes
Malgrat classificar el terizinosaure entre els teròpodes, cal esmentar que normalment aquests tenien urpes relativament petites a les mans, tot i que els braços solien ser molt poderosos.
Els ossos de terizinosaure trobats mostren que els braços eren massissos i presentaven marques en les que s'hi inserien uns músculs extraordinàriament potents. En conseqüència, segurament presentava uns braços enormes i musculosos.
Les urpes possiblement els servien com a restret per recollir els aliments, com a armes defensives o com a senyal d'estatus social i maduresa sexual, o bé per esquinçar i obrir formiguers.

## Parents pròxims
Molts dels ossos de terizinosaure eren molt semblants als d'altres dinosaures que es trobaven en roques de la mateixa zona de Mongòlia d'aproximadament la mateixa edat geològica. Segnosaurus i Erlikosaurus semblen estar molt relacionats amb el nostre dinosaure. Els cranis d'Erlikosaurus trobats han ajudat a determinar algunes característiques dels de terizinosaure. Tot i així, és difícil de trobar, per no dir estrany, herbívors dins dels teròpodes, el que fa que aquest dinosaure es consideri un animal molt poc comú.